# Mike Starr (actor)
Michael "Mike" Starr (29 de julio de 1950) es un actor estadounidense. Conocido por su gran tamaño, a menudo ha sido encasillado en papeles de matones y secuaces.
Nació en el barrio Flushing del distrito de Queens, Nueva York, hijo de una comerciante minorista y un empleado de un frigorífico. Su hermano mayor, Beau Starr, también es actor. Starr se graduó en la Universidad Hofstra. Reside junto a su familia en Riverdale, Nueva York.

## Filmografía
- Sweetwater (2023)[2]
- Lonely Street (2009)
- Black Dynamite (2009)
- Chicago Overcoat (2009)
- The Black Dahlia (2006)
- The Ice Harvest (2005)
- Mickey (2004)
- Jersey Girl (2004)
- Knockaround Guys (2001)
- Tempted (2001)
- The Cactus Kid (2000)
- Summer of Sam (1999)
- Snake Eyes (1998)
- The Deli (1997)
- James and the Giant Peach (1996)
- A Pyromaniac's Love Story (1995)
- Dumb & Dumber (1994)
- On Deadly Ground (1994)
- Ed Wood (1994)
- Mad Dog and Glory (1993)
- El guardaespaldas (1992)
- Billy Bathgate (1991)
- Miller's Crossing (1990)
- Goodfellas (1990)
- Uncle Buck (1989)
- Lean on Me (1989)
- Funny Farm (1988)
- Radio Days (1987)
- Cat's Eye (1985)
- The Last Dragon (1984)
- The Natural (1984)
- Cruising (1980)